# 고려의 불교

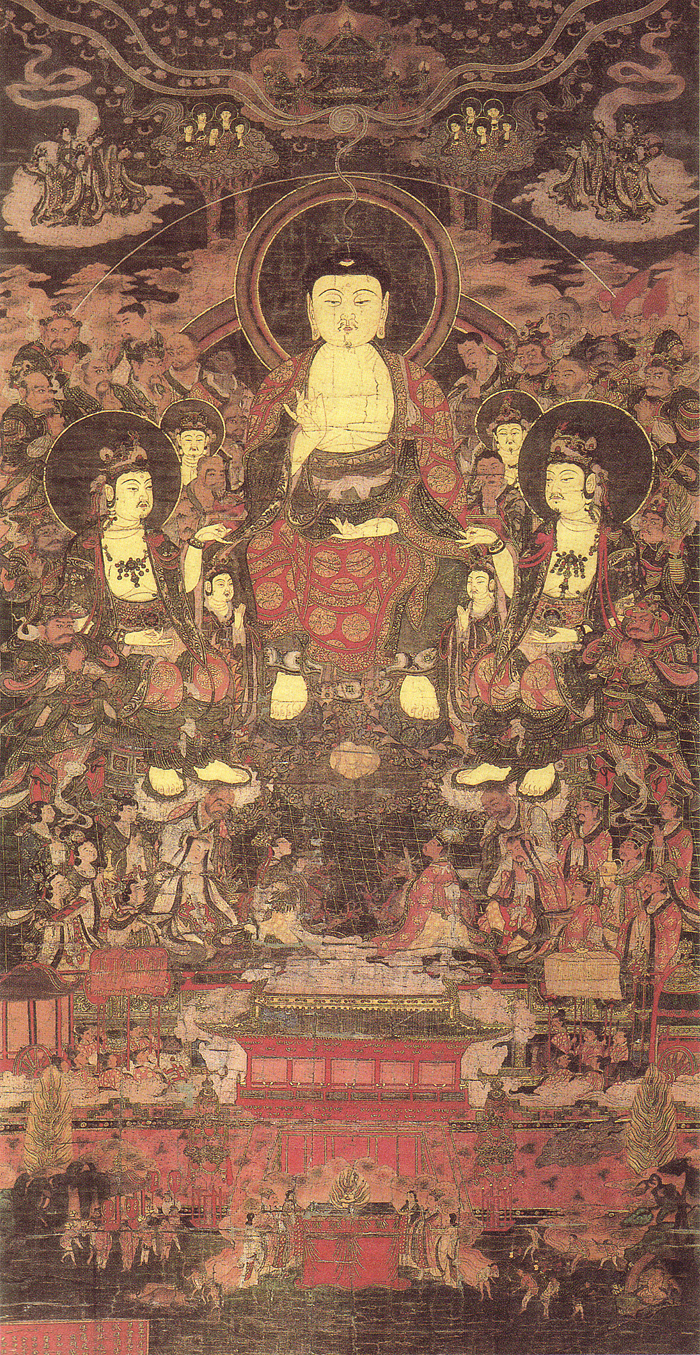
고려 불화 미륵하생경변상도

이 문서는 고려 시대에 있었던 불교에 대해 설명한다.
불교는 고려의 국교였는데, 고려는 국교로서의 불교 이외의 도교, 유교, 무속신앙과 같은 종교를 금지하지 않았으며 신앙의 자유를 인정하였다.
태조 이래 불교를 국교로 숭상함으로써 수도 개성을 위시하여 전국에 많은 사찰이 있었다. 신하뿐 아니라 왕가에서도 출가하여 승려가 되는 일이 허다하였다.
고려에서는 불교가 지극히 숭상됨에 따라 승려의 사회적 지위도 높아져 광대한 사원전(寺院田)을 차지하고 세속적인 인권도 대단하였다. 선종과 교종 모두에서 체계적인 승려 제도가 있었고 왕의 스승인 왕사와 나라의 스승인 국사는 크게 존중받았다. 이에 따라 위대한 사상가 또는 스님도 많이 나타났는데 그 대표적인 인물이 대각국사 의천 · 보조국사 지눌 · 태고 보우이다.
고려의 불교는 팔만대장경의 판각을 비롯한 사회적으로 많은 순기능을 하였으나 또한 역기능을 하기도 하였다. 많은 경비를 들여 자주 절을 짓고 불교행사를 마련한 것은 고려가 기울어지게 된 원인의 하나이기도 하였다.

## 역사와 종파
고려시대 불교는 5교9산(五敎九山)과 5교양종(五敎兩宗)으로 나눌 수 있다.
신라 원효 이후의 불교 교파는 11종이 전하였으나, 서로 융통화회 하다가 고려조에 와서 11종이 6종으로 정리되었다. 고려 숙종 6년(1101)에 세운 대각국사 의천(1055∼1101)의 묘지(墓誌)를 보면 계율종(戒律宗) · 법상종(法相宗) · 열반종(涅槃宗) · 법성종(法性宗) · 원융종(圓融宗) · 선적종(禪寂宗)의 6종이 있다.  이 중 선적종을 선종(禪宗)이라 하여 다시 여러 분파로 나누어 설명하기도 하였다.
선종은 신라 후기에 20여 개 선파(禪派)가 개창되었는데 신라 시대 말기와 고려 시대 초기에 9산(九山)으로 정리되었다. 9산(九山)은 가지산(迦智山)의 도의(道義, 804∼880)선사, 실상산(實相山)의 홍척(洪陟, 828∼888) 선사, 사굴산의 범일(梵日, 810∼889)선사, 사자산(獅子山)의 철갑선사, 희양산(曦陽山)의 진감(眞鑑, 774∼850)선사, 봉림산(鳳林山)의 현욱(玄昱, 787∼868)선사, 수미산(須彌山)의 이엄(利嚴, 866∼932)선사 등을 말한다. 이와 같이 당시의 불교 종파를 통칭하여 6종(六宗) 혹은 5교9산(五敎九山)이라 하였다.
그 후 대각국사 의천 이후에는 5교9산이 5교양종(五敎兩宗)으로 바뀌었다. 5교양종이란 고려 원종 때(1206)부터 조선 태종(1418) 때까지의 각 종파를 총칭한 것으로 사실상 7종이 성립된 시대이다. 의천이 송(宋)나라에 다녀온 후 중국에서는 교종(敎宗)의 한 종파였던 천태종(天台宗)이 우리나라에서는 선종(禪宗)에 가까운 불교로 성립되었다. 따라서 5교(五敎)도 개명되었는데 개명된 명칭은 다음과 같다:

대각국사 의천은 교종(敎宗)과 선종(禪宗)을 융통하되 교종의 입장을 떠나지 아니하였고 보조국사 지눌(1158∼1210)는 선(禪)의 입장에서 선 · 교(禪 · 敎)의 일치를 제창함으로써 이 두 사상이 천태종과 조계종 양종(兩宗)의 대조적 선풍을 이루게 되었다.

## 승려 제도
광종은 일반 과거 제도와 아울러 승과(僧科)도 설치하여 승려들의 등용문을 마련하였다. 교종의 과거인 교종선(敎宗選)은 개성에 소재한 교종의 총본산인 삼륜사(三輪寺)에서 실시되었고, 선종의 과거인 선종선은 개성에 소재한 선종의 총본산인 광명사(廣明寺)에서 실시되었다. 승과에 합격한 자에게는 교 · 선종을 막론하고 대선(大選)이라는 첫단계의 법계(法階)가 주어졌다. 이로부터 대덕(大德: 주지의 자격이 있음) · 대사(大師) · 중대사(中大師) · 삼중대사(三中大師)의 법계로 차례로 승진하였다. 삼중대사 이상의 법계는 교종과 선종이 각각 달랐는데, 교종의 경우 수좌(首座) · 승통(承統)으로 승진하였고, 선종의 경우 선사(禪師) · 대선사(大禪師)로 승진하였다. 특히 덕이 높은 승려에게 왕사(王師) · 국사(國師)의 법계를 주었는데 이들은 승통이나 대선사의 상위에 위치하였다. 나라의 스승(사표 · 師表)인 국사는 임금 한 사람의 스승인 왕사보다 높았다.
고려의 원 간섭기에는 티베트 불교의 영향으로 1/2이 대처승이었다는 주장이 있으나, 이를 주장한 자현의 논문을 보면 단순히 원 간섭기와 고려에 대처승이 많았던 시기가 겹친다는 이유만으로 티베트 불교의 영향이라고 단정짓고 있어 근거 보완이 필요하다.

## 주요 인물
고려 불교의 특기할 만한 위대한 사상가 또는 스님은 대각국사 의천(義天) · 보조국사 지눌(知訥) · 태고 보우(普愚)이다.
의천은 문종의 넷째아들로, 출가하여 송나라에서 불도를 닦고 돌아와 불경을 간행하고 선 · 교(禪 · 敎)가 다 각기 한쪽에 치우치는 폐단을 시정하여 교관겸수(敎觀兼修) 사상을 주창하고 천태종(天台宗)을 일으켰다. 의천의 사상은 교종(敎宗)과 선종(禪宗)을 융통하되 교종의 입장을 떠나지 아니한 경우였다.
지눌은 구산의 선문(禪門)을 통합하여 조계종(曹溪宗)을 창립하고 돈오점수(頓悟漸修) · 정혜쌍수(定慧雙修) · 무심합도(無心合道)를 제창하여 선문에 독특한 경지를 개척하고 한국의 독자적 선(禪) 사상을 개발하였다. 그 후 혜심(慧諶) · 진각(眞覺) 등 16국사(國師)가 사자(師資) 상승(相承)하였다.
고려 말(高麗末)에는 태고(太古) 보우(普愚)가 9산선종(九山禪宗)을 통합(統合)하였으니 이 점에서 이후의 선계의 모든 스님들은 태고(太古)에 맥(脈)을 댔었다. 이후의 사계(嗣系) 문제는 아직 논란의 대상이 되고 있다.
고려 말기에는 보우(普愚)을 비롯하여 혜근(惠勤) · 무학(無學) 같은 고승도 나타났으나 불교는 여러 갈래로 갈라져서 파쟁이 심했다.

## 사회적 기능
고려시대 의원이 되는 길은 국가가 관여하는 과거 시험 등에 방법 이외에는 대부분 도제식 교육이었다. 의술에 대한 도제식 교육이 가장 활발했던 곳이 바로 불교 사찰이었다. 많은 사찰에서 원(院)을 운영하며 백성들의 구휼과 치료를 했다는 기록이 있다. 가장 중요한 기능은 숙박이었다.
사원은 농업용 소와 종자를 소유하고 농민들에게 대여하여 농사에 편의를 제공하기도 하였다.
‘불교 전통’에서는 개고기를 먹는 것을 극히 꺼려하여, 고려시대는 개고기를 멀리했다는 것이 통설이다.

### 역기능
이와 같이 좋은 면이 있는 반면에 좋지 못한 일면도 있었으니, 많은 토지와 종(奴婢)들을 거느리고 대지주의 행세를 하였다.

## 같이 보기
- 고려
- 고려의 문화
- 한국의 불교
- 고려 왕실의 원찰 용주사
- 희랑